# Фабіу Кардозу
Фабіу Кардозу (порт. Fábio Cardoso, нар. 19 квітня 1994, Агеда) — португальський футболіст, захисник клубу «Порту». На умовах оренди грає за еміратівський клуб «Аль-Айн».

## Клубна кар'єра
Народився 19 квітня 1994 року в місті Агеда. Розпочинав займатись футболом у команді з рідного міста, а 2005 року потрапив до академії «Бенфіки». 11 серпня 2012 року він дебютував за «Бенфіку Б» у матчі Сегунди-Ліги проти «Браги Б» і загалом провів там три сезони, взявши участь у 55 матчах чемпіонату, але у першій команді так і не дебютував.
У січні 2015 року Кардозу був відданий в оренду португальському клубу вищого дивізіону «Пасуш ді Феррейра», де провів півтора роки, після чого у липні 2016 року на правах вільного перейшов у «Віторію» (Сетубал), підписавши чотирирічний контракт.
Своєю грою за останню команду привернув увагу представників тренерського штабу шотландського клубу «Рейнджерс», до складу якого приєднався у липні 2017 року за 1,3 мільйона фунтів стерлінгів. В команді з Глазго починав як основний гравець під керівництвом свого співвітчизника Педру Кайшиньї, але після його звільнення у жовтні втратив місце і по завершенні сезону достроково розірвав угоду за згодою сторін.
Протягом 2018—2021 років захищав кольори клубу «Санта-Клара». Загалом він провів 97 ігор і забив 11 голів, а також був капітаном команди. 
1 липня 2021 року Кардозу підписав п'ятирічний контракт з «Порту». Його перший сезон завершився здобуттям «золотого дубля», хоча він зіграв менше половини матчів чемпіонату та не був використаний у фіналі Кубка проти «Тондели». Наступного року Кардозу продовжив залишатись гравцем другого ешелону, вигравши з командою ще один національний кубок, а також Кубок ліги. Станом на 11 серпня 2023 року відіграв за клуб з Порту 31 матч в національному чемпіонаті.

## Виступи за збірні
2009 року дебютував у складі юнацької збірної Португалії (U-15), після чого виступав за юнацькі збірні інших вікових категорій. З командою до 19 років брав участь у юнацькому чемпіонаті Європи 2013 року, де дійшов до півфіналу, а з командою до 20 років наступного року зіграв на Турнірі в Тулоні, посівши третє місце. Загалом на юнацькому рівні взяв участь у 31 іграх.

## Статистика виступів

### Статистика клубних виступів
| Сезон                         | Команда                       | Чемпіонат                     | Чемпіонат | Чемпіонат | Національний кубок | Національний кубок | Національний кубок | Континентальні кубки | Континентальні кубки | Континентальні кубки | Інші змагання | Інші змагання | Інші змагання | Усього | Усього | Усього |
| Сезон                         | Команда                       | Ліга                          | Ігор      | Голів     | Ліга               | Ігор               | Голів              | Ліга                 | Ігор                 | Голів                | Ліга          | Ігор          | Голів         | Ігор   | Голів  |        |
| ----------------------------- | ----------------------------- | ----------------------------- | --------- | --------- | ------------------ | ------------------ | ------------------ | -------------------- | -------------------- | -------------------- | ------------- | ------------- | ------------- | ------ | ------ | ------ |
| 2012–13                       | «Бенфіка Б»                   | СЛ                            | 16        | 0         | -                  | -                  | -                  | -                    | -                    | -                    | -             | -             | -             | 16     | 0      |        |
| 2013–14                       | «Бенфіка Б»                   | СЛ                            | 27        | 0         | -                  | -                  | -                  | -                    | -                    | -                    | -             | -             | -             | 27     | 0      |        |
| 2014-січ. 2015                | «Бенфіка Б»                   | СЛ                            | 12        | 3         | -                  | -                  | -                  | -                    | -                    | -                    | -             | -             | -             | 12     | 3      |        |
| Усього за «Бенфіку Б»         | Усього за «Бенфіку Б»         | Усього за «Бенфіку Б»         | 55        | 3         |                    | -                  | -                  |                      | -                    | -                    |               | -             | -             | 55     | 3      |        |
| січ.-черв. 2015               | «Пасуш ді Феррейра»           | ПЛ                            | 16        | 0         | КП+КПЛ             | -                  | -                  | -                    | -                    | -                    | -             | -             | -             | 16     | 0      |        |
| 2015–16                       | «Пасуш ді Феррейра»           | ПЛ                            | 22        | 1         | КП+КПЛ             | 1+4                | 0                  | -                    | -                    | -                    | -             | -             | -             | 27     | 1      |        |
| Усього за «Пасуш ді Феррейра» | Усього за «Пасуш ді Феррейра» | Усього за «Пасуш ді Феррейра» | 38        | 1         |                    | 5                  | 0                  |                      | -                    | -                    |               | -             | -             | 43     | 1      |        |
| 2016–17                       | «Віторія» (Сетубал)           | ПЛ                            | 23        | 0         | КП+КПЛ             | 1+3                | 0+1                | -                    | -                    | -                    | -             | -             | -             | 27     | 1      |        |
| 2017–18                       | «Рейнджерс»                   | СП                            | 12        | 0         | СА+КЛ              | 1+3                | 0                  | ЛЄ                   | 2                    | 0                    | -             | -             | -             | 18     | 0      |        |
| 2018–19                       | «Санта-Клара»                 | ПЛ                            | 30        | 5         | КП+КПЛ             | 1+0                | 1+0                | -                    | -                    | -                    | -             | -             | -             | 31     | 6      |        |
| 2019–20                       | «Санта-Клара»                 | ПЛ                            | 30        | 2         | КП+КПЛ             | 2+2                | 0                  | -                    | -                    | -                    | -             | -             | -             | 34     | 2      |        |
| 2020–21                       | «Санта-Клара»                 | ПЛ                            | 28        | 3         | КП+КПЛ             | 4+0                | 0                  | -                    | -                    | -                    | -             | -             | -             | 32     | 3      |        |
| Усього за «Санта-Клару»       | Усього за «Санта-Клару»       | Усього за «Санта-Клару»       | 88        | 10        |                    | 9                  | 1                  |                      | -                    | -                    |               | -             | -             | 97     | 11     |        |
| Усього за кар'єру             | Усього за кар'єру             | Усього за кар'єру             | 216       | 14        |                    | 22                 | 2                  |                      | 2                    | 0                    |               | -             | -             | 240    | 16     |        |

## Титули і досягнення
- Чемпіон Португалії (1):

«Порту»: 2021/22
- Володар Кубка Португалії (3):

«Порту»: 2021/22, 2022/23, 2023/24
- Володар Кубка португальської ліги (1):

«Порту»: 2022/23
- Володар Суперкубка Португалії (1):

«Порту»: 2022